# Meilleurs joueurs du tournoi NCAA de basket-ball

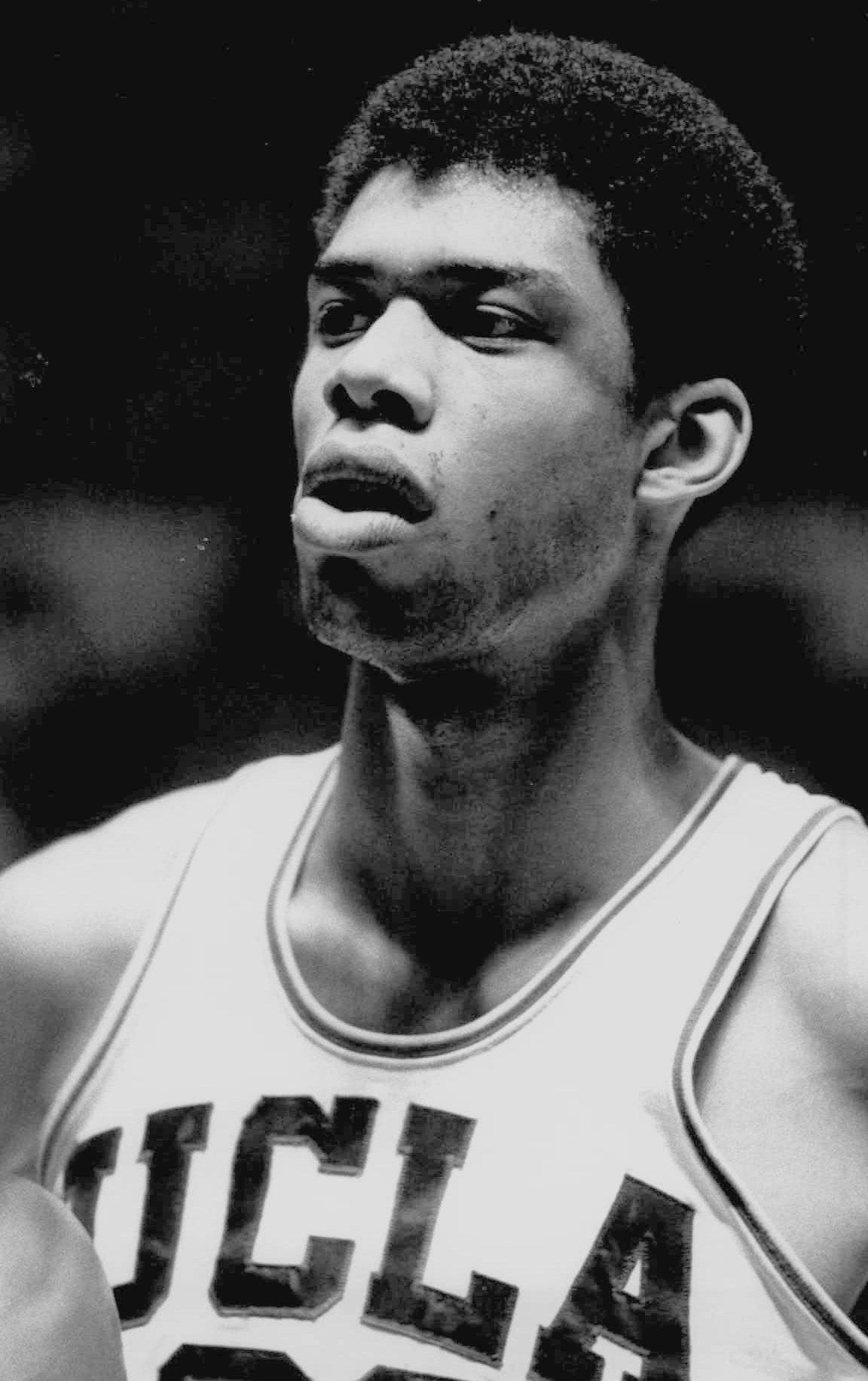
Lew Alcindor (Kareem Abdul-Jabbar) est le seul joueur à emporter trois fois consécutivement entre 1967 et 1969, le titre de MOP.

À la fin des tournois entre les équipes de basket-ball universitaire masculin ou féminin de la NCAA (les « Final Four »), l'agence de presse Associated Press sélectionne le Most Outstanding Player (« joueur le plus remarquable »). Le MOP est presque toujours issu de l'équipe championne.  En 1983, Hakeem Olajuwon est le dernier joueur à avoir remporté cette récompense sans être membre de l'équipe championne.
Ce trophée de premier cycle a été créé et présenté pour la première fois pour le tournoi masculin à Jimmy Hull de l'Université d'État de l'Ohio lors de la saison 1938-1939, et pour les étudiantes à Janice Lawrence de l'université de Louisiana Tech lors de la saison 1981-1982.
Seuls cinq joueurs, Bob Kurland, Alex Groza, Jerry Lucas et Bill Walton, ont reçu ce prix deux fois et seul Lew Alcindor l'a reçu trois fois. Chez les femmes, Cheryl Miller, Chamique Holdsclaw, Diana Taurasi, Candace Parker et ont remporté le prix à deux reprises. Breanna Stewart a reçu le trophée quatre fois, devenant la première basketteuse à remporter le prix lors de toutes ses années universitaires en NCAA.

## Palmarès

### Palmarès masculin des MOP de la division I de NCAA
|            | Introduit aux Basketball Hall of Fame.                                                    |
|            | Introduit aux National Collegiate Basketball Hall of Fame.                                |
|            | Introduit aux Basketball Hall of Fame et aux National Collegiate Basketball Hall of Fame. |
| Joueur (X) | Indique le nombre de fois où la joueuse avait été nommé MOP à ce moment-là.               |
| Équipe (X) | Indique le nombre de fois qu'une joueuse de cette équipe avait gagné à ce moment-là.      |

| Saison | Joueur                | Position              | Nationalité           | Université                              | Année d'étude         |
| ------ | --------------------- | --------------------- | --------------------- | --------------------------------------- | --------------------- |
| 1939   | Jimmy Hull            | Ailier                | Américaine            | Buckeyes d'Ohio State                   | Senior                |
| 1940   | Marvin Huffman        | Ailier                | Américaine            | Hoosiers de l'Indiana                   | Junior                |
| 1941   | John Kotz             | Ailier                | Américaine            | Badgers du Wisconsin                    | Junior                |
| 1942   | Howie Dallmar         | Ailier fort           | Américaine            | Indians de Stanford                     | Sophomore             |
| 1943   | Ken Sailors           | Meneur                | Américaine            | Cowboys du Wyoming                      | Junior                |
| 1944   | Arnie Ferrin          | Arrière               | Américaine            | Utes de l'Utah                          | Freshman              |
| 1945   | Bob Kurland           | Pivot                 | Américaine            | Cowboys d'Oklahoma A&M                  | Junior                |
| 1946   | Bob Kurland (2)       | Pivot                 | Américaine            | Cowboys d'Oklahoma A&M                  | Senior                |
| 1947   | George Kaftan         | Ailier                | Américaine            | Crusaders de Holy Cross (en)            | Sophomore             |
| 1948   | Alex Groza            | Pivot                 | Américaine            | Wildcats du Kentucky                    | Junior                |
| 1949   | Alex Groza (2)        | Pivot                 | Américaine            | Wildcats du Kentucky                    | Senior                |
| 1950   | Irwin Dambrot         | Ailier                | Américaine            | Beavers de CCNY                         | Senior                |
| 1951   | Bill Spivey           | Pivot                 | Américaine            | Wildcats du Kentucky                    | Junior                |
| 1952   | Clyde Lovellette      | Pivot                 | Américaine            | Jayhawks du Kansas                      | Senior                |
| 1953   | B. H. Born            | Pivot                 | Américaine            | Jayhawks du Kansas                      | Junior                |
| 1954   | Tom Gola              | Ailier                | Américaine            | Explorers de La Salle                   | Junior                |
| 1955   | Bill Russell          | Pivot                 | Américaine            | Dons de San Francisco                   | Junior                |
| 1956   | Hal Lear              | Arrière               | Américaine            | Owls de Temple                          | Senior                |
| 1957   | Wilt Chamberlain      | Pivot                 | Américaine            | Jayhawks du Kansas                      | Sophomore             |
| 1958   | Elgin Baylor          | Ailier                | Américaine            | Chieftains de Seattle (en)              | Senior                |
| 1959   | Jerry West            | Meneur                | Américaine            | Mountaineers de la Virginie-Occidentale | Junior                |
| 1960   | Jerry Lucas           | Ailier                | Américaine            | Buckeyes d'Ohio State                   | Sophomore             |
| 1961   | Jerry Lucas           | Ailier                | Américaine            | Buckeyes d'Ohio State                   | Junior                |
| 1962   | Paul Hogue            | Pivot                 | Américaine            | Bearcats de Cincinnati                  | Senior                |
| 1963   | Art Heyman            | Arrière               | Américaine            | Blue Devils de Duke                     | Senior                |
| 1964   | Walt Hazzard          | Meneur                | Américaine            | Bruins de l'UCLA                        | Senior                |
| 1965   | Bill Bradley          | Ailier                | Américaine            | Tigers de Princeton                     | Senior                |
| 1966   | Jerry Chambers        | Ailier                | Américaine            | Utes de l'Utah                          | Senior                |
| 1967   | Lew Alcindor          | Pivot                 | Américaine            | Bruins de l'UCLA                        | Sophomore             |
| 1968   | Lew Alcindor (2)      | Pivot                 | Américaine            | Bruins de l'UCLA                        | Junior                |
| 1969   | Lew Alcindor (3)      | Pivot                 | Américaine            | Bruins de l'UCLA                        | Senior                |
| 1970   | Sidney Wicks          | Ailier fort           | Américaine            | Bruins de l'UCLA                        | Junior                |
| 1971   | Aucun                 | Aucun                 | Aucun                 | Aucun                                   | Aucun                 |
| 1972   | Bill Walton           | Pivot                 | Américaine            | Bruins de l'UCLA                        | Sophomore             |
| 1973   | Bill Walton (2)       | Pivot                 | Américaine            | Bruins de l'UCLA                        | Junior                |
| 1974   | David Thompson        | Arrière               | Américaine            | Wolfpack de North Carolina State        | Junior                |
| 1975   | Richard Washington    | Ailier fort           | Américaine            | Bruins de l'UCLA                        | Junior                |
| 1976   | Kent Benson           | Pivot                 | Américaine            | Hoosiers de l'Indiana                   | Junior                |
| 1977   | Butch Lee             | Meneur                | Portoricaine          | Warriors de Marquette                   | Junior                |
| 1978   | Jack Givens           | Arrière               | Américaine            | Wildcats du Kentucky                    | Senior                |
| 1979   | Earvin Johnson        | Meneur                | Américaine            | Spartans de Michigan State              | Sophomore             |
| 1980   | Darrell Griffith      | Arrière               | Américaine            | Cardinals de Louisville                 | Senior                |
| 1981   | Isiah Thomas          | Meneur                | Américaine            | Hoosiers de l'Indiana                   | Sophomore             |
| 1982   | James Worthy          | Ailier                | Américaine            | Tar Heels de la Caroline du Nord        | Junior                |
| 1983   | Akeem Olajuwon        | Pivot                 | Nigériane             | Cougars de Houston                      | Sophomore             |
| 1984   | Patrick Ewing         | Pivot                 | Américaine            | Hoyas de Georgetown                     | Junior                |
| 1985   | Ed Pinckney           | Arrière               | Américaine            | Wildcats de Villanova                   | Senior                |
| 1986   | Pervis Ellison        | Pivot                 | Américaine            | Cardinals de Louisville                 | Freshman              |
| 1987   | Keith Smart           | Meneur                | Américaine            | Hoosiers de l'Indiana                   | Junior                |
| 1988   | Danny Manning         | Ailier fort           | Américaine            | Jayhawks du Kansas                      | Senior                |
| 1989   | Glen Rice             | Ailier                | Américaine            | Wolverines du Michigan                  | Senior                |
| 1990   | Anderson Hunt         | Meneur                | Américaine            | Rebels de l'UNLV                        | Sophomore             |
| 1991   | Christian Laettner    | Ailier fort           | Américaine            | Blue Devils de Duke                     | Junior                |
| 1992   | Bobby Hurley          | Meneur                | Américaine            | Blue Devils de Duke                     | Junior                |
| 1993   | Donald Williams       | Meneur                | Américaine            | Tar Heels de la Caroline du Nord        | Sophomore             |
| 1994   | Corliss Williamson    | Ailier fort           | Américaine            | Razorbacks de l'Arkansas                | Sophomore             |
| 1995   | Ed O'Bannon           | Ailier                | Américaine            | Bruins de l'UCLA                        | Senior                |
| 1996   | Tony Delk             | Meneur                | Américaine            | Wildcats du Kentucky                    | Senior                |
| 1997   | Miles Simon           | Meneur                | Américaine            | Wildcats de l'Arizona                   | Junior                |
| 1998   | Jeff Sheppard         | Arrière               | Américaine            | Wildcats du Kentucky                    | Senior                |
| 1999   | Richard Hamilton      | Arrière               | Américaine            | Huskies du Connecticut                  | Junior                |
| 2000   | Mateen Cleaves        | Meneur                | Américaine            | Spartans de Michigan State              | Junior                |
| 2001   | Shane Battier         | Ailier                | Américaine            | Blue Devils de Duke                     | Senior                |
| 2002   | Juan Dixon            | Arrière               | Américaine            | Terrapins du Maryland                   | Senior                |
| 2003   | Carmelo Anthony       | Ailier                | Américaine            | Orange de Syracuse                      | Freshman              |
| 2004   | Emeka Okafor          | Pivot                 | Américaine            | Huskies du Connecticut                  | Junior                |
| 2005   | Sean May              | Pivot                 | Américaine            | Tar Heels de la Caroline du Nord        | Junior                |
| 2006   | Joakim Noah           | Pivot                 | Française             | Gators de la Floride                    | Sophomore             |
| 2007   | Corey Brewer          | Ailier                | Américaine            | Gators de la Floride                    | Junior                |
| 2008   | Mario Chalmers        | Meneur                | Américaine            | Jayhawks du Kansas                      | Junior                |
| 2009   | Wayne Ellington       | Arrière               | Américaine            | Tar Heels de la Caroline du Nord        | Junior                |
| 2010   | Kyle Singler          | Ailier                | Américaine            | Blue Devils de Duke                     | Junior                |
| 2011   | Kemba Walker          | Meneur                | Américaine            | Huskies du Connecticut                  | Junior                |
| 2012   | Anthony Davis         | Pivot                 | Américaine            | Wildcats du Kentucky                    | Freshman              |
| 2013   | Luke Hancock          | Ailier                | Américaine            | Cardinals de Louisville                 | Junior                |
| 2014   | Shabazz Napier        | Meneur                | Américaine            | Huskies du Connecticut                  | Senior                |
| 2015   | Tyus Jones            | Meneur                | Américaine            | Blue Devils de Duke                     | Freshman              |
| 2016   | Ryan Arcidiacono      | Meneur                | Américaine            | Wildcats de Villanova                   | Senior                |
| 2017   | Joel Berry II         | Meneur                | Américaine            | Tar Heels de la Caroline du Nord        | Junior                |
| 2018   | Donte DiVincenzo      | Arrière               | Américaine            | Wildcats de Villanova                   | Junior                |
| 2019   | Kyle Guy              | Meneur                | Américaine            | Cavaliers de la Virginie                | Junior                |
| 2020   | Aucun (période COVID) | Aucun (période COVID) | Aucun (période COVID) | Aucun (période COVID)                   | Aucun (période COVID) |
| 2021   | Jared Butler          | Meneur                | Américaine            | Bears de Baylor                         | Junior                |
| 2022   | Ochai Agbaji          | Arrière               | Américaine            | Jayhawks du Kansas                      | Senior                |
| 2023   | Adama Sanogo          | Pivot                 | Malien                | Huskies du Connecticut                  | Junior                |
| 2024   | Tristen Newton        | Meneur                | Américain             | Huskies du Connecticut                  | Graduate              |
| 2025   | Walter Clayton Jr.    | Meneur                | Américain             | Gators de la Floride                    | Senior                |

### Palmarès féminin des MOP de la division I de NCAA
|             | Introduit aux Basketball Hall of Fame.                                               |
|             | Introduit aux Women's Basketball Hall of Fame                                        |
|             | Introduit aux Basketball Hall of Fame et aux Women's Basketball Hall of Fame.        |
| Joueuse (X) | Indique le nombre de fois où la joueuse avait été nommé MVP à ce moment-là.          |
| Équipe (X)  | Indique le nombre de fois qu'une joueuse de cette équipe avait gagné à ce moment-là. |

| Saison | Joueur                | Position              | Université                       | Année d'étude         |
| ------ | --------------------- | --------------------- | -------------------------------- | --------------------- |
| 1982   | Janice Lawrence       | Ailière forte         | Lady Techsters de Louisiana Tech | Sophomore             |
| 1983   | Cheryl Miller         | Ailière               | Trojans d'USC                    | Freshman              |
| 1984   | Cheryl Miller (2)     | Ailière               | Trojans d'USC                    | Sophomore             |
| 1985   | Tracy Claxton         | Ailière               | Lady Monarchs d'Old Dominion     | Senior                |
| 1986   | Clarissa Davis        | Ailière               | Longhorns du Texas               | Freshman              |
| 1987   | Tonya Edwards         | Arrière               | Lady Vols du Tennessee           | Freshman              |
| 1988   | Erica Westbrooks      | Ailière forte         | Lady Techsters de Louisiana Tech | Senior                |
| 1989   | Bridgette Gordon      | Ailière               | Tennessee Lady Vols              | Senior                |
| 1990   | Jennifer Azzi         | Arrière               | Cardinal de Stanford             | Senior                |
| 1991   | Dawn Staley           | Meneuse               | Cavaliers de la Virginie         | Junior                |
| 1992   | Molly Goodenbour      | Meneuse               | Cardinal de Stanford             | Junior                |
| 1993   | Sheryl Swoopes        | Ailière               | Lady Raiders de Texas Tech       | Senior                |
| 1994   | Charlotte Smith       | Ailière               | Tar Heels de Caroline du Nord    | Junior                |
| 1995   | Rebecca Lobo          | Pivot                 | Huskies du Connecticut           | Senior                |
| 1996   | Michelle Marciniak    | Arrière               | Lady Vols du Tennessee           | Senior                |
| 1997   | Chamique Holdsclaw    | Ailière               | Lady Vols du Tennessee           | Sophomore             |
| 1998   | Chamique Holdsclaw    | Ailière               | Lady Vols du Tennessee           | Junior                |
| 1999   | Ukari Figgs           | Arrière               | Boilermakers de Purdue           | Senior                |
| 2000   | Shea Ralph            | Arrière               | Huskies du Connecticut           | Junior                |
| 2001   | Ruth Riley            | Ailière forte         | Fighting Irish de Notre Dame     | Senior                |
| 2002   | Swin Cash             | Ailière               | Huskies du Connecticut           | Senior                |
| 2003   | Diana Taurasi         | Arrière               | Huskies du Connecticut           | Junior                |
| 2004   | Diana Taurasi         | Arrière               | Huskies du Connecticut           | Senior                |
| 2005   | Sophia Young          | Ailière forte         | Lady Bears de Baylor             | Junior                |
| 2006   | Laura Harper          | Pivot                 | Terrapins du Maryland            | Sophomore             |
| 2007   | Candace Parker        | Ailière               | Lady Vols du Tennessee           | Sophomore             |
| 2008   | Candace Parker        | Ailière               | Lady Vols du Tennessee           | Junior                |
| 2009   | Tina Charles          | Pivot                 | Huskies du Connecticut           | Junior                |
| 2010   | Maya Moore            | Ailière               | Huskies du Connecticut           | Junior                |
| 2011   | Danielle Adams        | Ailière               | Aggies de Texas A&M              | Senior                |
| 2012   | Brittney Griner       | Pivot                 | Lady Bears de Baylor             | Junior                |
| 2013   | Breanna Stewart       | Ailière               | Huskies du Connecticut           | Freshman              |
| 2014   | Breanna Stewart       | Ailière               | Huskies du Connecticut           | Sophomore             |
| 2015   | Breanna Stewart       | Ailière               | Huskies du Connecticut           | Junior                |
| 2016   | Breanna Stewart       | Ailière               | Huskies du Connecticut           | Senior                |
| 2017   | A'ja Wilson           | Ailière               | Gamecocks de la Caroline du Sud  | Junior                |
| 2018   | Arike Ogunbowale      | Arrière               | Fighting Irish de Notre Dame     | Junior                |
| 2019   | Chloe Jackson         | Meneuse               | Lady Bears de Baylor             | Senior                |
| 2020   | Aucun (période COVID) | Aucun (période COVID) | Aucun (période COVID)            | Aucun (période COVID) |
| 2021   | Haley Jones           | Meneuse               | Cardinal de Stanford             | Sophomore             |
| 2022   | Aliyah Boston         | Ailière forte         | Gamecocks de la Caroline du Sud  | Junior                |
| 2023   | Angel Reese           | Arrière               | Tigers de LSU                    | Junior                |
| 2024   | Kamilla Cardoso       | Pivot                 | Gamecocks de la Caroline du Sud  | Senior                |
| 2025   | Azzi Fudd             | Arrière               | Huskies du Connecticut           | Junior                |